# Lótücsökfélék
A lótücsökfélék (Gryllotalpidae) a rovarok (Insecta) osztályának és az egyenesszárnyúak (Orthoptera) rendjének egyik családja.

## Megjelenésük, felépítésük
Mellső végtagjai erős ásólábakká alakultak. Erőteljes fejük mögött torukat a rákokéhoz hasonló, hátrafelé szélesedő páncél védi. Előpajzsuk megkeményedett, erőteljes. A nősténynek nincs tojócsöve.
Elülső szárnyaik a potroh legnagyobb részét fedetlenül hagyják, bőrnemű és szélesen elterülő, legyezőszerűen összecsukható hátulsó szárnyaik azonban messze a potrohon túlnyúlva a farksörték közé érnek. Összetett szemeiken kívül a fejük tetején pontszemei is vannak. Egész testüket bársonyos szőrzet fedi, megvédve azt a víztől.

## Életmódjuk, élőhelyük
A föld alatt élnek, ott ássák járataikat. Mindenevők: felfalják a gyökereket pusztító rovarlárvákat, de megrágják magukat a gyökereket is. A föld alatt is ciripelnek.

## Rendszerezésük
A családba a következő nemzetségcsoportok és nemek tartoznak (a lista nem teljes):
- Gryllotalpini
  - Gryllotalpa
  - Gryllotalpella
  - Neocurtilla
  - †Pterotriamescaptor
- Scapteriscini
  - Indioscaptor
  - Scapteriscus
  - Triamescaptor

Az alábbiaknak nem biztos a rendszertani besorolása.
- †Archaeogryllotalpoides
- †Cratotetraspinus
- †Marchandia
- †Palaeoscapteriscops